# Zeche Mont Cenis
Die Zeche Mont Cenis war ein Steinkohlen-Bergwerk in Herne-Sodingen. Auf einer ihrer beiden Betriebsanlagen wurden ein moderner Energiepark und der Neubau der Fortbildungsakademie des Landes Nordrhein-Westfalen errichtet.

## Geschichte
Ein Jahr nach dem Abteufen des ersten Schachts Alexandrine 1871 wurden die Grubenfelder an den Bergingenieur Joseph Pierre Monin aus Marseille und den Rentier François Auguste Viviers aus Lyon verkauft. In das Jahr 1872 fiel die Gründung der bergrechtlichen 'Gewerkschaft der Steinkohlenzeche Mont-Cenis, Sodingen in Westfalen' am 27. Juli. Die Namensgebung erfolgte in Gedenken an und aus Begeisterung für eine technische Meisterleistung dieser Zeit, die Inbetriebnahme des über 13 Kilometer langen Mont-Cenis-Eisenbahntunnels durch das gleichnamige französisch-italienische Massiv am 17. September 1871. Ein Jahr später wurde mit Schacht Alexandrine das Steinkohlengebirge erreicht; die Kohlenförderung begann im Jahre 1875. Durch im weiteren Betrieb möglicherweise nicht mehr ausreichende Wetterführung wurde 1884 das Abteufen eines dem Schacht 1 beigeordneten Wetterschachtes nötig, der zudem 1889 mit einem eisernen Fördergerüst ausgestattet wurde.
1893 wurden eine Kohlenseparation und eine Kohlenwäsche gebaut. 1897 konnte die Kohlenförderung durch den 1895 begonnenen Schacht 2 Carl, ca. 1 km östlich des Schachts 1 gelegen, aufgenommen werden. Ein Carl zugeordneter, mit Ventilatoranschluss versehener Wetterschacht wurde 1900 fertiggestellt, der 1901 mit einem Kompressor ausgerüstet wurde. Die erste unterirdische Wasserhaltung mit Druckluftantrieb auf der 3. Sohle des Schachts 1 nahm 1902 den Betrieb auf. 1903 wurde die Wittener Zeche Vereinigte Bommerbänker Tiefbau übernommen; sie wurde drei Jahre später stillgelegt.
Ein 1905 in Angriff genommener weiterer Schacht wurde 1909 in Betrieb genommen. Die bestehende Kohlenwäsche und -separation wurde 1905 durch eine Kokerei mit Nebenproduktgewinnung ergänzt, deren erste Batterie im gleichen Jahr in Betrieb ging. Ein zur Wasserversorgung der Zeche dienender Wasserturm auf dem Beimberg im Volkspark Sodingen wurde 1912 fertiggestellt. 1917 übernahm der Röchling-Konzern die Zeche.
Bei einer schweren Schlagwetterexplosion am 20. Juni 1921 starben 85 und bei einem Steinfall im gleichen Jahr 3 Bergleute.
1924 wurde durch den Bau einer zum Hafen der Zeche Friedrich der Große führenden Anschlussbahn die Verkehrsanbindung verbessert. 1926 forderte eine Explosion auf der Kokerei 5 Todesopfer. 1927 wurde ein Hochdruckkesselhaus inklusive neuer Kraftzentrale errichtet und ein Jahr später das auf dem Zechengelände liegende Glück-Auf-Stadion für den SV Sodingen. Schacht 4 wurde 1930 begonnen.
Weitere schwere Grubenunglücke ereigneten sich 1931 (19 Todesopfer) und 1935 (7 Todesopfer).
Die Harpener Bergbau AG übernahm die Zeche 1936, 1939 dann die Gewerkschaft Vereinigte Constantin der Große, die 1940 eine Verbindungsbahn Mont Cenis–Constantin folgen ließ. 1945 war der Betrieb zeitweilig eingestellt. Eine vierte Koksofenbatterie ging 1948 in Betrieb, 1958 wurde der Schacht 4 bis zur 8. Sohle und 1963 der Schacht 3 bis zur 1100-Meter-Sohle abgeteuft; 1960 wurde in Schacht 1 eine Skipförderung eingebaut. Die Kokerei der Zeche wurde 1961 stillgelegt.
1965 forderte ein Grubenbrand neun Todesopfer.
Nach 72-jähriger Betriebszeit wurde der Schacht 2 1969 abgeworfen und zur Sicherung verfüllt; 1970 wurde Schacht 1 bis zur 1300-Meter-Sohle tiefer geteuft. 1972 sah die Zeche dann die Umstellung auf Bandförderung und den Durchschlag eines Förderberges zur Zeche Friedrich der Große und anschließend, 1973, die Übernahme der Kohlenförderung durch Friedrich der Große.
Beide Zechen, Friedrich der Große und Mont Cenis, wurden 1978 stillgelegt.

### Lage

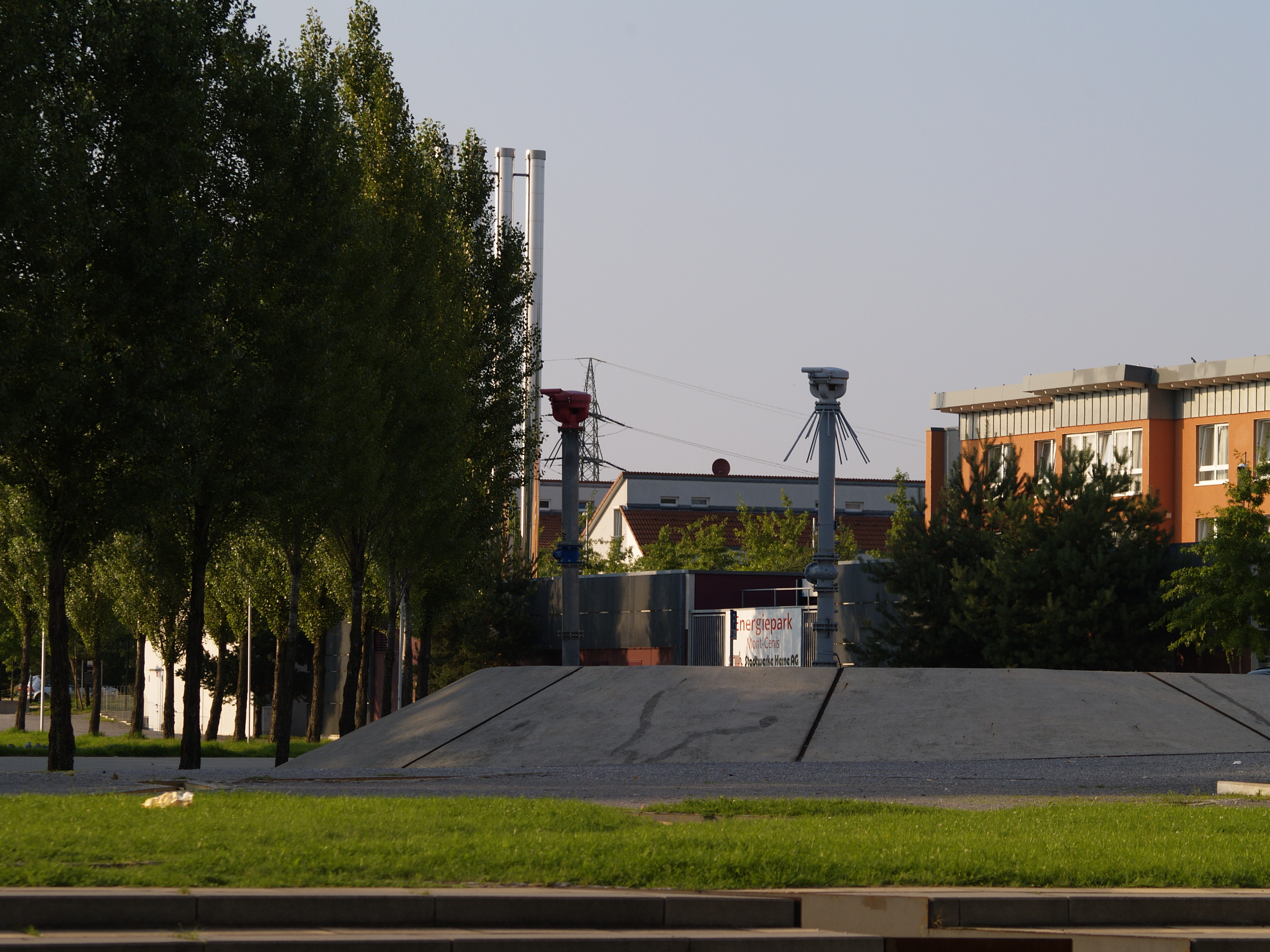
Standort von Schacht 1, dahinter der Energiepark
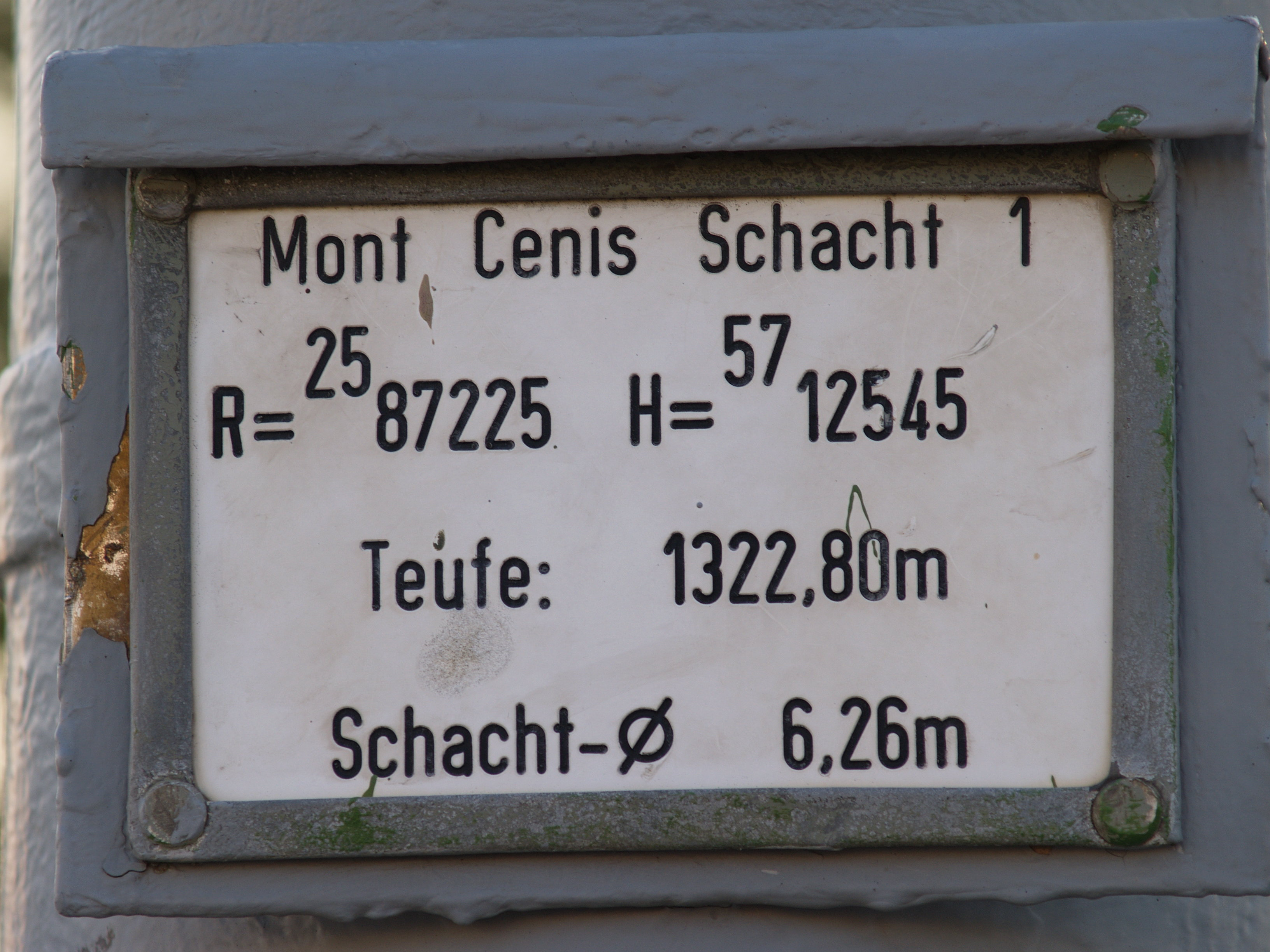
Die Schachtdaten von Schacht 1
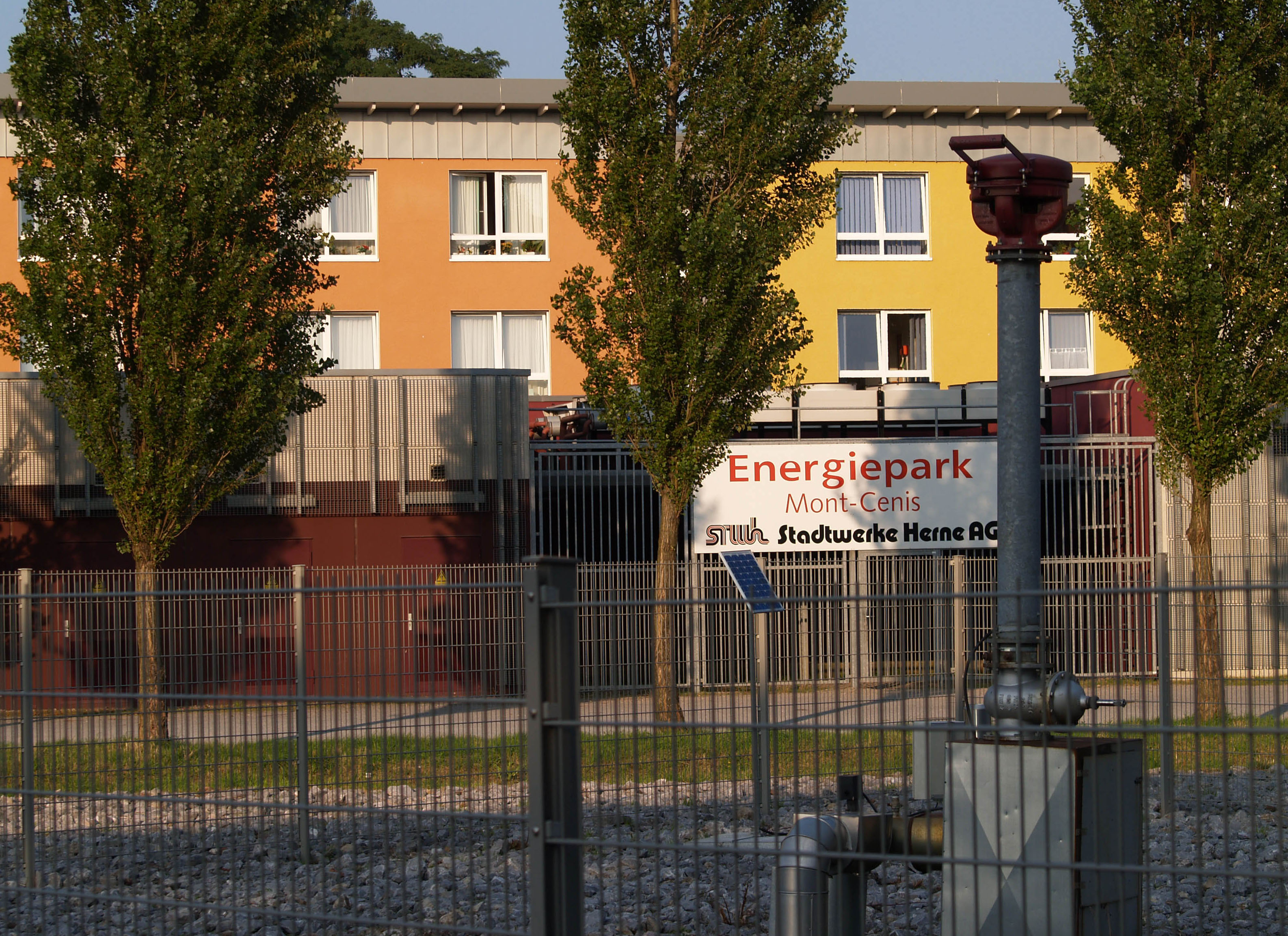
Lage des ehemaligen Schachtes 3
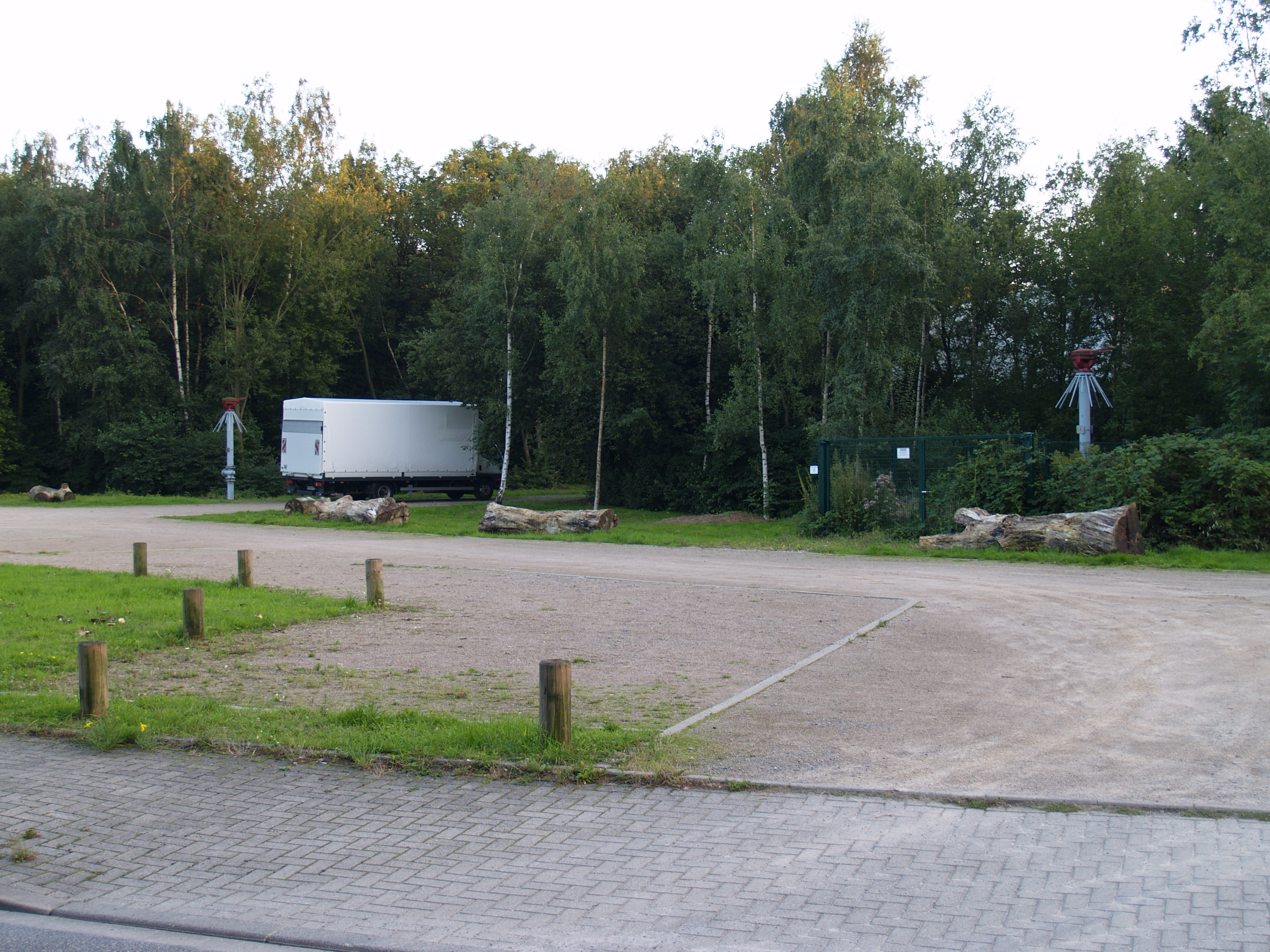
Die Anlage der ehemaligen Schächte 2 und 4

Die Zeche hatte in ihrer größten Ausbaustufe zwei Schachtanlagen. Die Anlage 1/3 befand sich an der Mont-Cenis-Straße zwischen Kantstraße und Kirchstraße, die Anlage 2/4 befand sich etwa 1 km östlich davon, nordöstlich der Kreuzung der Mont-Cenis-Straße mit der heutigen Sodinger Straße. Die Anlage 1/3 besaß einen Gleisanschluss an den heute ebenfalls stillgelegten Rangierbahnhof Herne der Köln-Mindener Eisenbahn. Beide Schachtanlagen waren untereinander durch ein Eisenbahngleis verbunden. Außerdem bestand eine Eisenbahnanbindung an den Kanalhafen der Zeche Friedrich der Große (Schacht 3/4) am Rhein-Herne-Kanal. Diese Trasse entspricht bis zur Schadeburgstraße dem heutigen Verlauf der Sodinger Straße.

### Betriebliche Entwicklung

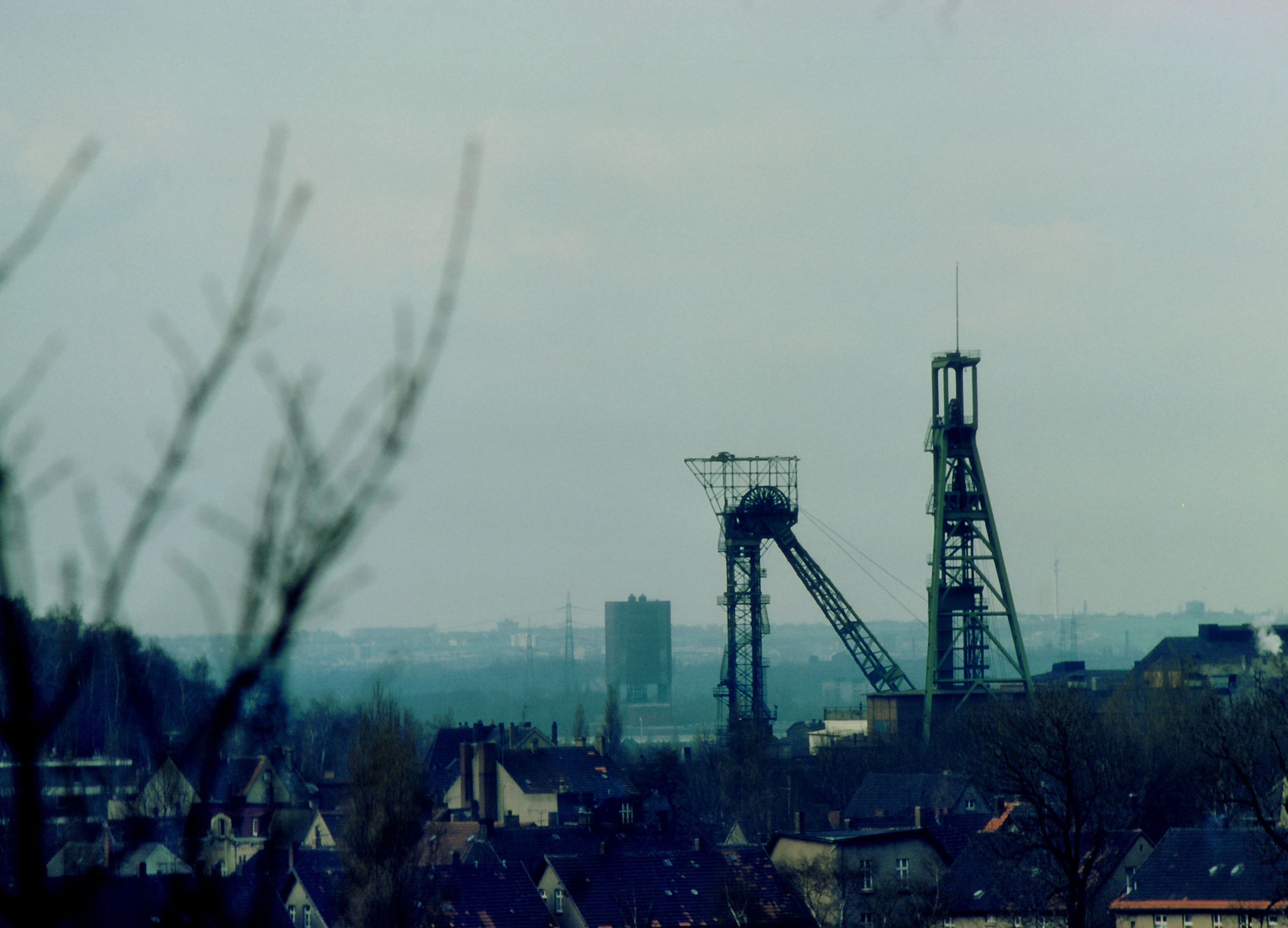
Die verbundene Zeche Friedrich der Große mit Schacht 6 im Hintergrund

Beim Erreichen der Kohleflöze traf man auf Gaskohle anstelle von Fettkohle, die man wegen entsprechender Funde auf den Nachbarzechen erwartet hatte. Dies und die zahlreichen geologischen Störungen hemmten die wirtschaftliche Entwicklung bis 1890.
Mit dem Abteufen von Schacht 2 im Ostfeld besserte sich die Lage, da dort die Störungen nicht so gravierend waren. Unmittelbar neben den Schächten 1 und 2 wurden Wetterschächte abgeteuft, sie dienten zur Bewetterung der Grubenbaue und der Abführung der reichlich anfallenden Grubengase. Gleichzeitig begann in unmittelbarer Nähe der Schachtanlagen ein reger Wohnungsbau für die Bergleute.
1907 wurde durch Weiterteufen von Schacht 1 die 4. Sohle erschlossen; dort lagerte Fettkohle. Damit verbreiterte sich das Angebot an Kohlesorten und die erste Batterie der Kokerei konnte in Betrieb genommen werden.
Im Jahre 1921 ereignete sich ein schweres Unglück, ein Schießhauer hatte verbotenerweise mit Dynamit in der Kohle gesprengt und so eine Schlagwetterexplosion ausgelöst, die 85 Bergleute das Leben kostete. 1922 erreichte die Belegschaftszahl mit 5.990 Mann einen Höhepunkt. Zwischen 1927 und 1929 wurden jeweils über 1 Million Jahrestonnen Kohle gefördert. Mit der Weltwirtschaftskrise reduzierte sich die Zahl der Beschäftigten auf ein Drittel.
Während des Zweiten Weltkrieges konnte die Förderung bei ca. 800.000 Tonnen gehalten werden, erst 1945 kam sie fast zum Erliegen. Danach verbesserte sich die Förderung stetig bis zu einem ersten Nachkriegs-Höhepunkt von 708.000 Tonnen im Jahre 1950.
1958 begann die Absatzkrise des deutschen Steinkohlenbergbaus (Kohlekrise). Es gab die ersten Feierschichten. Im Dezember 1960 entstand beim Auffahren der 8. Sohle ein Grubenbrand im Ostfeld. Daraufhin wurden sämtliche Aktivitäten in den östlichen Abteilungen eingestellt. Die Verkleinerung des Grubenfeldes führte zu vermehrten Arbeiten in den verbliebenen westlichen Abteilungen.
1969 wurde die 1300-Meter-Sohle aufgefahren (1220 m unter NN), die tiefste Hauptfördersohle im Ruhrbergbau. Ab April 1973 wurde die gesamte Kohlengewinnung von Mont Cenis untertägig zur Zeche Friedrich der Große transportiert und im Schacht 6 ausgebracht. 1975 erreichte Mont Cenis eine Jahresleistung von 1.082.474 Tonnen und mit 4.383 Tonnen die höchste durchschnittliche Förderleistung pro Tag. Die Untertageleistung betrug 4,912 Tonnen je Mann und Schicht.

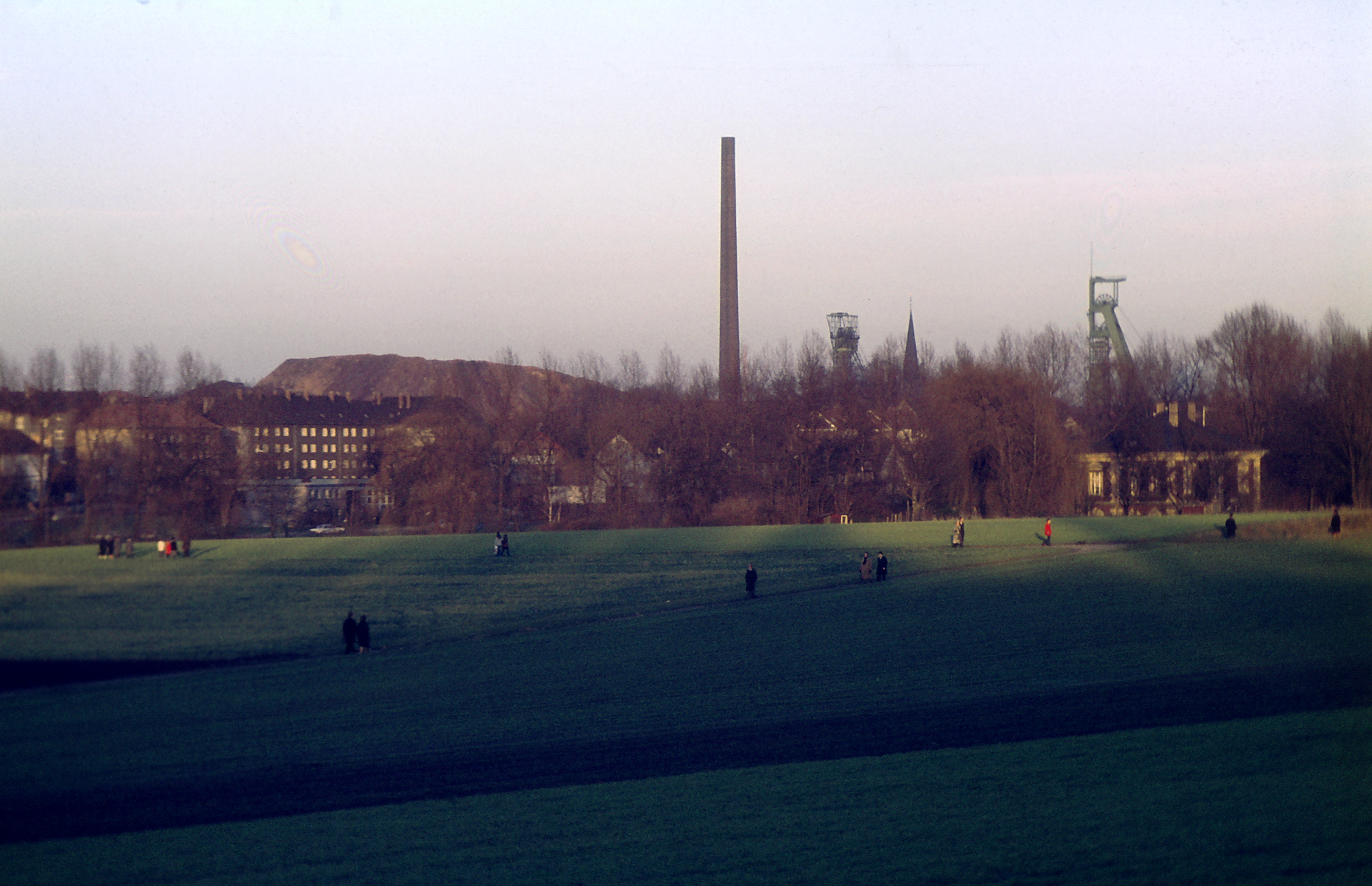
Mont-Cenis mit der Bergehalde (1977)

Am 31. März 1978 wurde die Verbundanlage Friedrich der Große - Mont Cenis stillgelegt. Die Bergleute wurden auf andere Schachtanlagen der Ruhrkohle AG verlegt, gingen in die Anpassung oder fanden Arbeitsplätze in anderen Branchen.
Die meisten Gebäude wurden 1980 abgerissen und im selben Jahr die übrigen Schächte verfüllt. Das Bergematerial der Halde wurde zur Einebnung gleichmäßig auf dem Gelände der Anlage 1/3 verteilt. Das ist heute noch erkennbar an der Geländestufe von der Kantstraße aus.

### Übersicht der Schächte
| Schacht          | Name        | Lage                                                 | abgeteuft | in Betrieb | außer Betrieb | abgeworfen                           | Status   |
| ---------------- | ----------- | ---------------------------------------------------- | --------- | ---------- | ------------- | ------------------------------------ | -------- |
| 1                | Alexandrine | 51° 32′ 26,31″ N, 7° 15′ 23,91″ O                    | 1871–1875 | 1875       |               | 1980                                 | verfüllt |
| Wetterschacht 1a |             | 51° 32′ 26,56″ N, 7° 15′ 25,32″ O                    | 1886      |            |               | 1946                                 | verfüllt |
| 2                | Carl        | 51° 32′ 32,86″ N, 7° 16′ 1,93″ O                     | 1895      | 1897       | 1966          | 1969                                 | verfüllt |
| Wetterschacht 2a |             | 51° 32′ 32,08″ N, 7° 16′ 2,68″ O                     |           | 1900       |               | 1946                                 | verfüllt |
| 3                |             | 51° 32′ 28,43″ N, 7° 15′ 21,64″ O, (neben Schacht 1) |           | 1907       |               | 1980                                 | verfüllt |
| 4                |             | 51° 32′ 36,5″ N, 7° 16′ 10,4″ O, (neben Schacht 2)   |           | 1931       |               | 1980                                 | verfüllt |
| 5                |             | 51° 32′ 50,8″ N, 7° 14′ 54,4″ O                      |           |            |               | Fragmente sind heute noch vorhanden. |          |

Außerdem wurde Schacht 6 der Zeche Lothringen in Bochum nach deren Stilllegung im Jahre 1968 als Wetterschacht weiterbetrieben.

### Geologie
Die Lagerstätte der Zeche Mont Cenis liegt in einer beim Abteufen der Schächte nicht erwarteten Zone mit Sprüngen und Verwerfungen. Von Süden nach Norden abfallend liegen die steinkohleführenden Schichten unter einem im Süden 170 m und nach Norden bis 260 m starken Deckgebirge. Von West nach Ost gibt es drei etwa von Nordwest nach Südost verlaufende große Sprünge, an denen die kohleführenden Schichten um mehrere hundert Meter vertikal versetzt sind. Man kann sich das Gebirge V-förmig eingeschnitten vorstellen, bei dem der vom V eingeschlossene Teil eingesunken ist. Im Westen liegt der Sekundus-Sprung mit einem vertikalen Versatz von 640 m, in der Mitte verläuft der Mont-Cenis-Sprung. Am östlichen Rand der Grubenfelder verläuft der Tertius-Sprung, hinter dem die Flöze 910 m höher weitergehen.
Damit sind in dem eingebrochenen Bereich Kohleflöze unter dem Deckgebirge erhalten geblieben, die außerhalb des Einbruchs vor der Ablagerung der Deckschichten schon abgetragen waren. Daraus ergibt sich die Vielfalt der Kohlesorten in dieser Lagerstätte. Oben liegen die jüngeren Schichten, deren Inkohlungsprozess noch nicht so weit fortschritten war, mit gasreichen Kohlesorten. Darunter liegen die gasärmeren Kohleflöze, die in den benachbarten Zechen weniger tief liegend ausgebeutet werden konnten. In diesem Einbruch liegen die einzelnen Flöze nicht grade, sondern sind vielfach gefaltet, einzelne Bruchschollen sind sogar schuppenartig übereinander geschoben. Das hat die Kohlegewinnung stark erschwert.
Es konnten folgende Kohlesorten abgebaut werden:
- Gasflammkohle:  1 Flöz;
- Gaskohle:      16 Flöze;
- Fettkohle:     20 Flöze;
- Esskohle:       5 Flöze

### Kaiser-Wilhelm-Turm (Wasserturm)

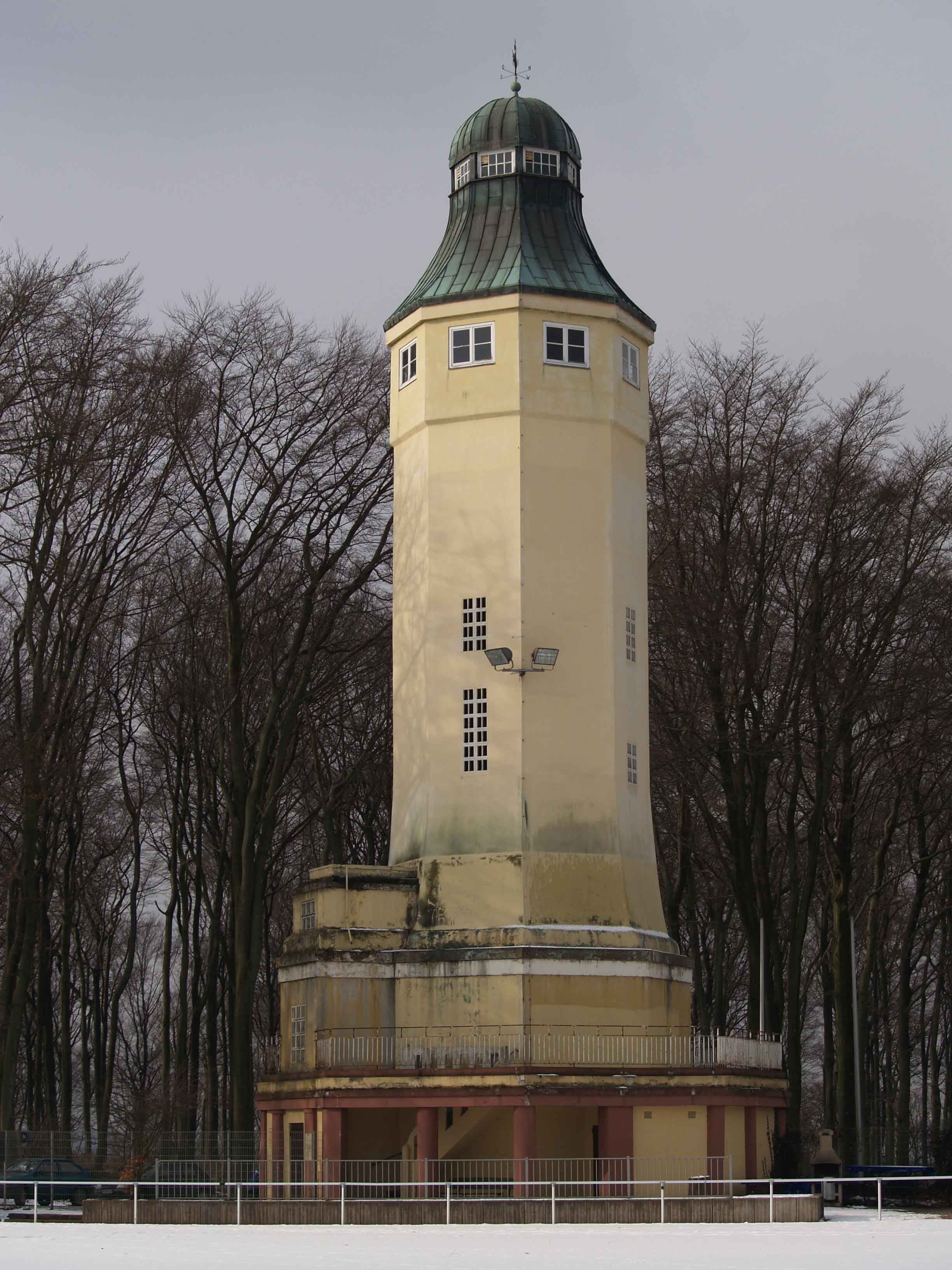
Der ehemalige Wasserturm und heutige Aussichtsturm

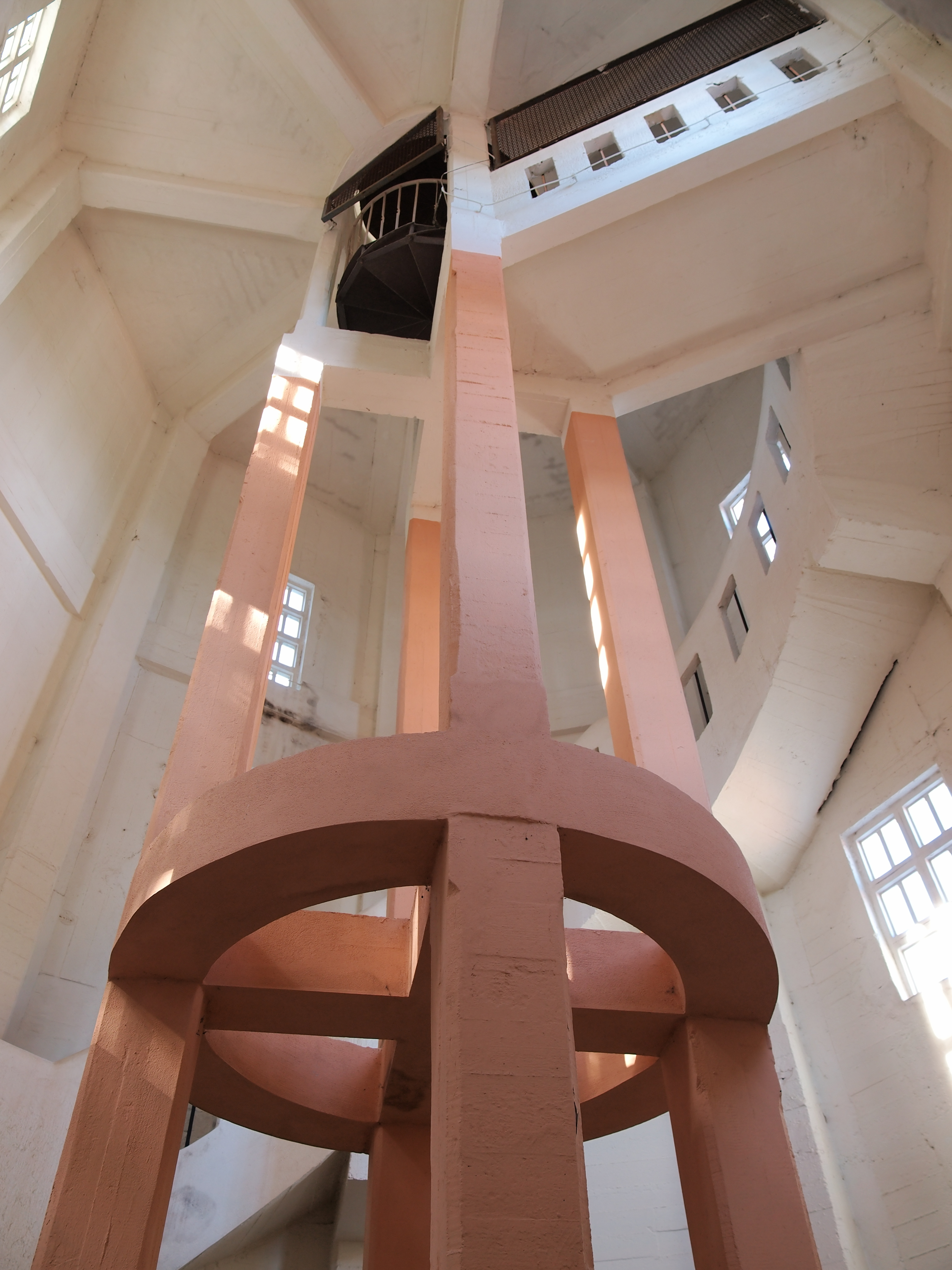
Treppenhaus des Turms

Der Kaiser-Wilhelm-Turm wurde 1912/1913 auf dem Beimberg, gleich oberhalb der Schachtanlage 2/4 errichtet.  Das Gelände war 1910 vom Amt Sodingen erworben worden um auf der bewaldeten Anhöhe einen Park einzurichten, der ab 1913 Kaiser-Wilhelm-Park, ab 1919 Volkspark genannt wurde.
Als die Zeche Mont Cenis die Anhöhe zur Aufstellung eines eisernen Wasserturms nutzen wollte, wurde auf Anregung des Sodinger Amtmanns das Bauwerk für den Hochbehälter mit einem Aussichtsturm kombiniert.  Das Amt beteiligte sich finanziell an der Errichtung. Der Entwurf des Turmes stammt vom Architekten und Direktor der Essener Handwerker- und Kunstgewerbeschule Alfred Fischer.
Der Turm wurde im Rahmen eines Volksfestes zum 25. Thronjubiläum des namensgebenden Monarchen im Juli 1913 eingeweiht.
Der in Eisenbeton errichtete Turm ist 31,5 m hoch und enthielt zwei Wasserbehälter von 350 und 80 m³ Inhalt für die Versorgung der Schachtanlagen. In den 1930er Jahren wurde er dafür nicht mehr benötigt, es blieb seine Funktion als Aussichtsturm. Von den Fenstern der achteckigen, kupfergedeckten Kuppel aus hat man eine gute Aussicht auf den Herner Stadtteil Sodingen, auf Recklinghausen, Castrop-Rauxel und das Emschertal. Seit Januar 2016 ist der Turm selbst auch Teil der Route der Industriekultur in der Themenroute 28 - Wasser: Werke, Türme und Turbinen.
 Ausblicke vom Turm 

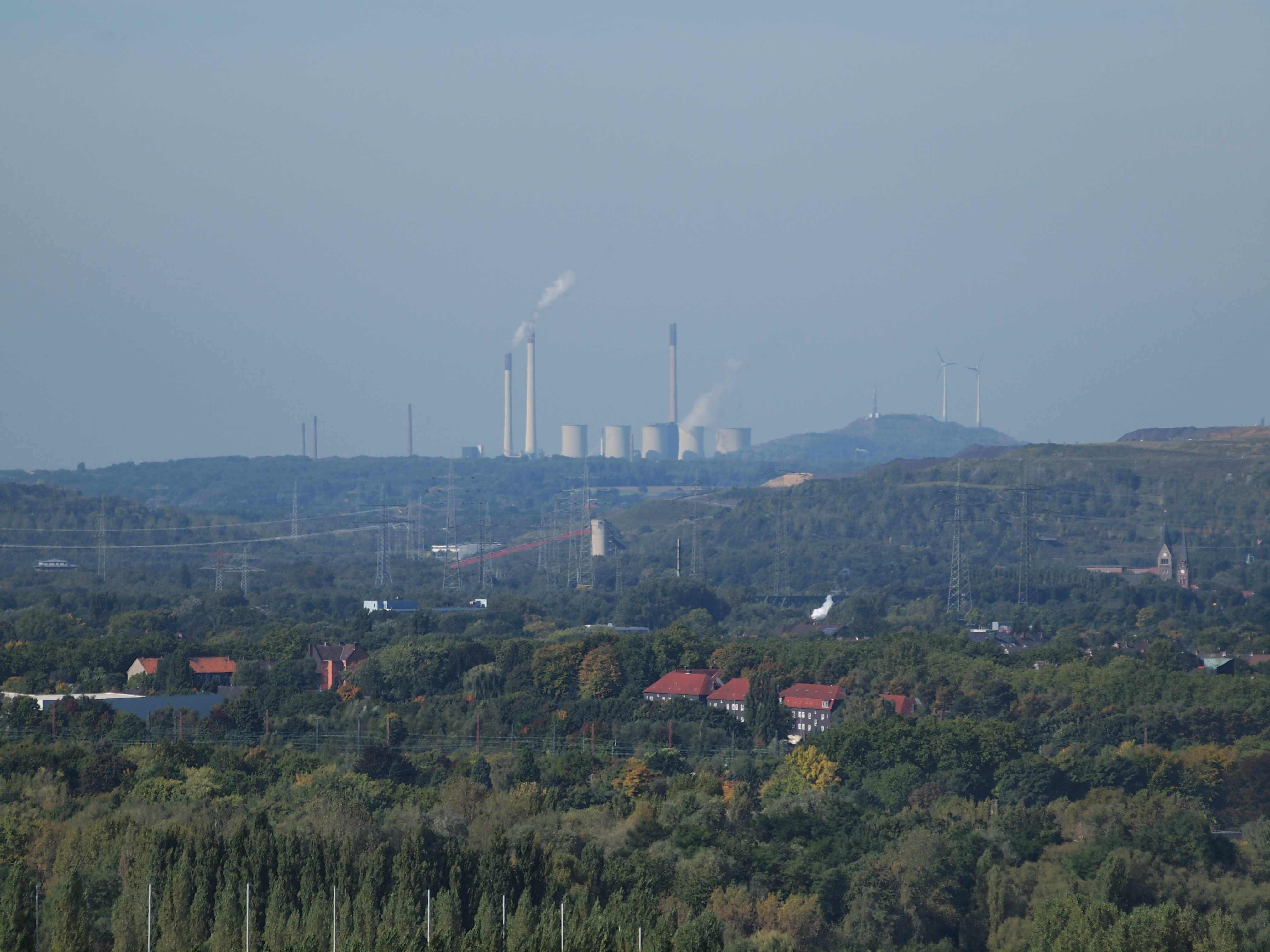
Blick nach Nordwesten: links die Halde Hoppenbruch, in der Mitte die Kraftwerke in Scholven und rechts die Hohewardhalde
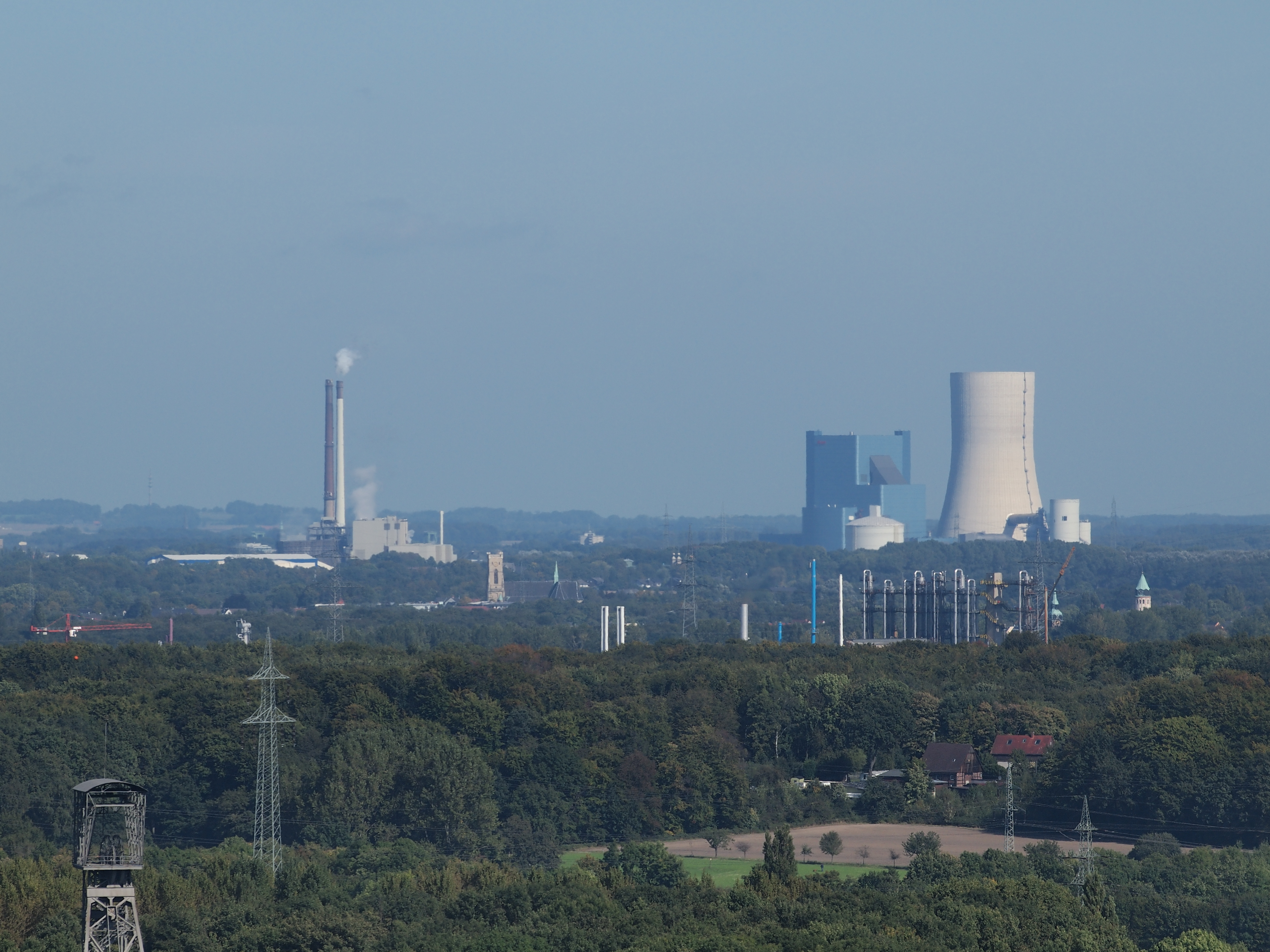
Im Norden die Chemieanlagen von Rütgers,  die Lambertuskirche in Henrichenburg, dahinter das Kraftwerk Datteln
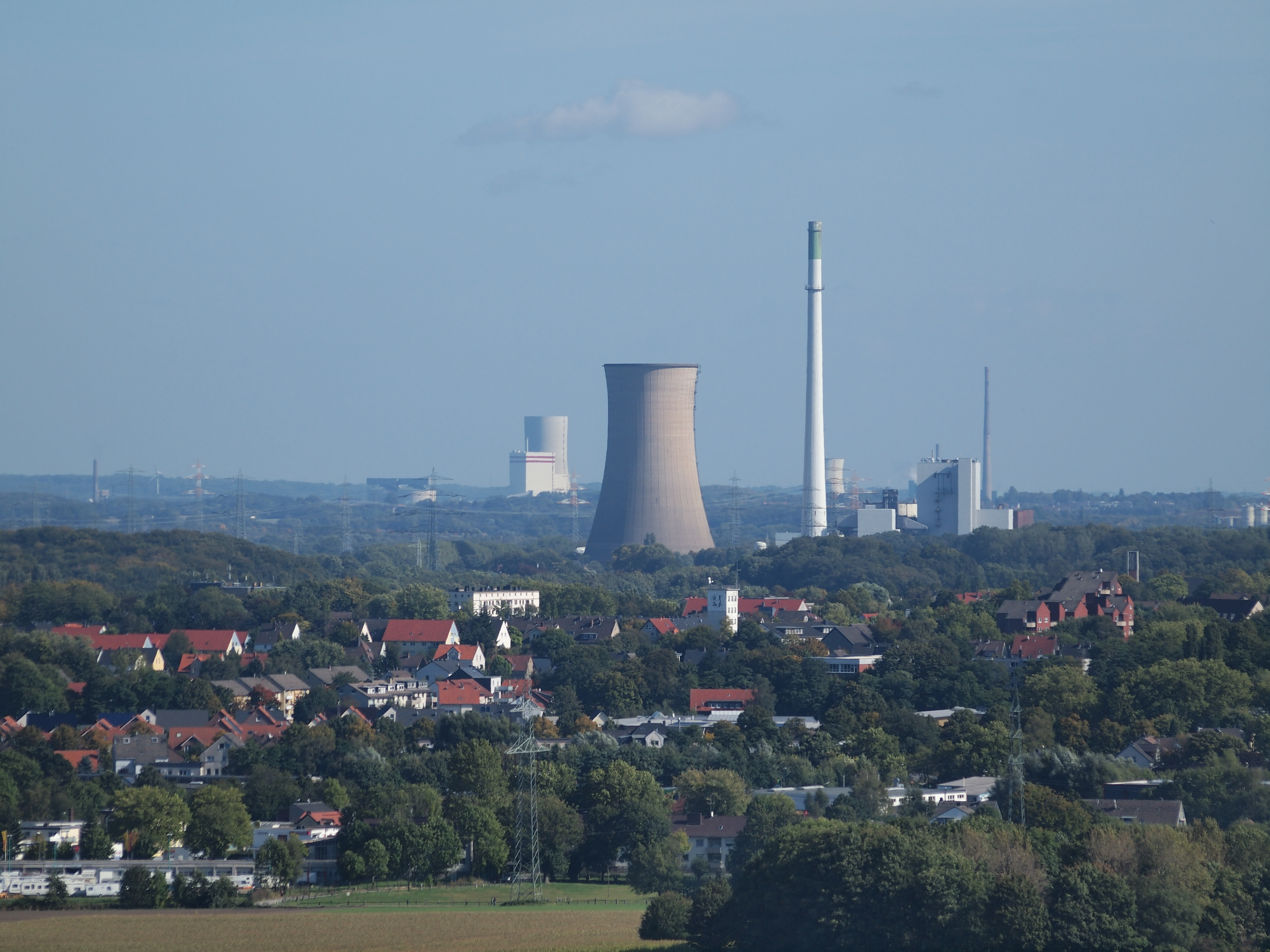
Im Nordosten Teile von Castrop, das Kraftwerk Knepper in Dortmund und die Kraftwerke am Datteln-Hamm-Kanal
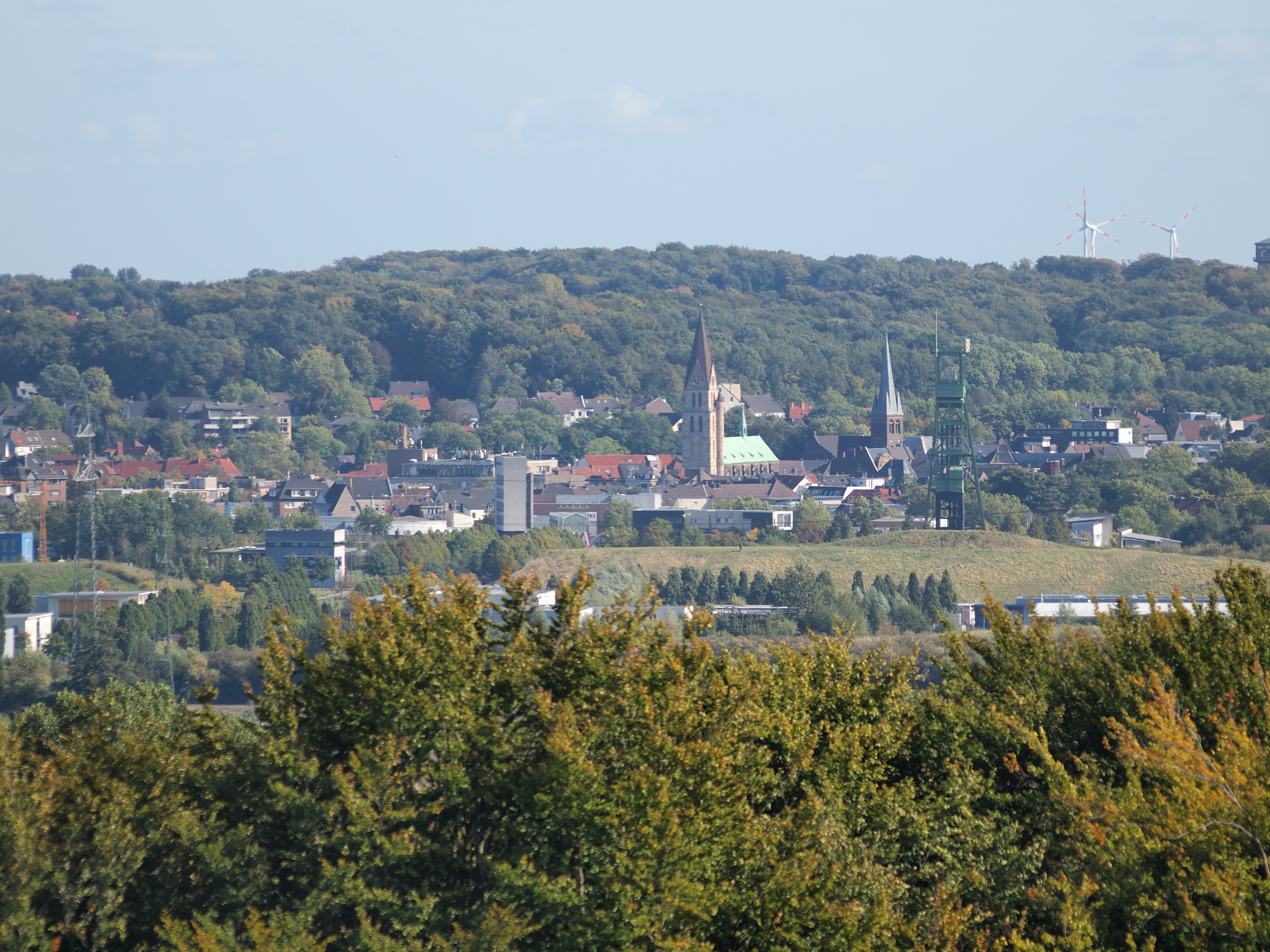
Im Osten Castrop mit der Kirche St. Lambertus, der Lutherkirche und dem Schachtgerüst von Erin, oben rechts angeschnitten: Erin Schacht 3

## Akademie Mont-Cenis
Das in Partnerschaft vom deutschen Architekturbüro HHS Planer + Architekten AG und vom französischen Architekturbüro Jourda & Perraudin (Francoise Helene Jourda und Gilles Perraudin) geplante Gebäude ist von einer gläsernen Klimahülle umschlossen, die ein mediterranes Klima, ähnlich dem in Nizza, erzeugt. Dieses ist durchschnittlich 5 °C wärmer als die Außentemperatur. Eine computergesteuerte Lüftung ermöglicht einen Wärmeaustausch ohne zusätzlich benötigte Energie. Wasserspiele, Erdkanäle und große Tore verhindern im Sommer ein Überhitzen. Das Gebäude hat eine 176 Meter lange, 72 Meter breite und 15 Meter hohe Glashülle wird von einem Holzfachwerk getragen.
Daneben ist die Solaranlage (siehe Abschnitt Energiepark) auf dem Dach, die die zurzeit größte gebäudeintegrierte Anlage ihrer Art ist, in Wolkenform variierend dicht installiert, was ebenfalls zu einer Abschattung führt (und die farbigen Effekte beim Betrachten eines Luftbildes erklärt). Daneben reflektieren weiße, verstellbare Fensterbretter einfallendes Tageslicht in die eigentlichen Gebäude.
Im Inneren des aus Glas und 56 Fichtenstämmen errichteten Gebäudes befinden sich in kleinen Gebäudegruppen die Büros der Stadtverwaltung, eine Stadtteil-Bibliothek, ein Café, ein Mehrzweckraum (Bürgersaal) sowie die Fortbildungsakademie des Landes Nordrhein-Westfalen mit Hotelzimmern. Wasserspiele, Palmen und Brücken über Bassins betonen den mediterranen Charakter.
Mont Cenis ist als sogenannter Produktionscluster gedacht, der einen Gewerbepark, Grünanlagen und den Neubau von Wohnhäusern in sich vereinigt.

### Energiepark
Nach der Stilllegung Ende der 1980er entschied sich die Regierung von Nordrhein-Westfalen für den Bau des Energieparks auf dem Gelände der Schächte 1/3. Dieses sollte gewerblich genutzt werden; die Stadt Herne ergriff die Initiative und schrieb einen Wettbewerb aus. Die Idee für den Energiepark hatte das deutsche Architekturbüro HHS Planer + Architekten AG unter Manfred Hegger, das den Wettbewerb schließlich gewann und den Park errichtete.
Der Energiepark stellt den Strom und die Wärme für das gesamte Gelände sowie benachbarte Gebäude mithilfe von Methan-Gas und Solarenergie her. Die Überschüsse werden ins örtliche Netz eingespeist. Drei große Module bilden den Energiepark Mont-Cenis:
1. Solarstromkraftwerk: Stromgewinnung durch polykristalline Solarzellen auf dem Dach und in den Wänden der Akademie
2. Blockheizkraftwerk: Strom- und Wärmegewinnung durch Verbrennung von aufgefangenem, sonst entweichenden Grubengas
3. Batteriespeicheranlage: Speicherung des Solarstroms, Spitzenlastreduktion, Notstromversorgung[11]

Mit 10.000 m² Fläche ist die Solaranlage im Dach der Akademie Mont-Cenis das zurzeit größte gebäudeintegrierte Solarkraftwerk der Welt. Die 3185 Module erzeugen bis zu 1 MW Leistung bzw. 750.000 kWh pro Jahr. Das Blockheizkraftwerk erzeugt etwa 9.000 MWh Strom pro Jahr. Mit der durch das Blockheizkraftwerk erzeugten Wärme werden die Gebäude innerhalb der Mikroklimahülle (Akademie, Hotel, Bibliothek etc.), das Krankenhaus sowie die im Zuge des Projekts entstandenen (Wohn-)Neubauten in unmittelbarer Umgebung (Nahwärmenetz) beheizt. Betreiber des Energieparks sind die Stadtwerke Herne.

Akademie Mont-Cenis
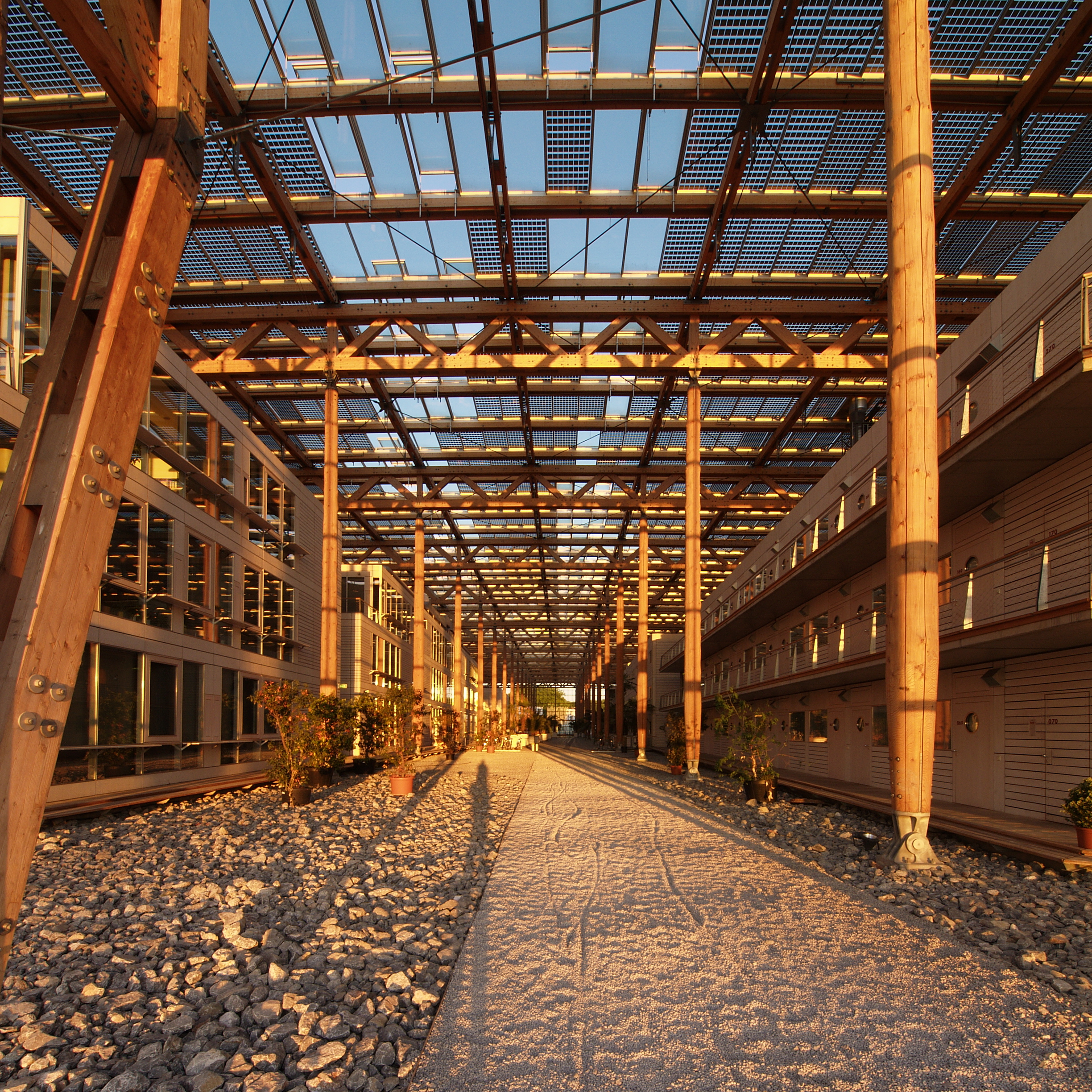
Blick in das Akademiegebäude - im Dach die Solarzellen
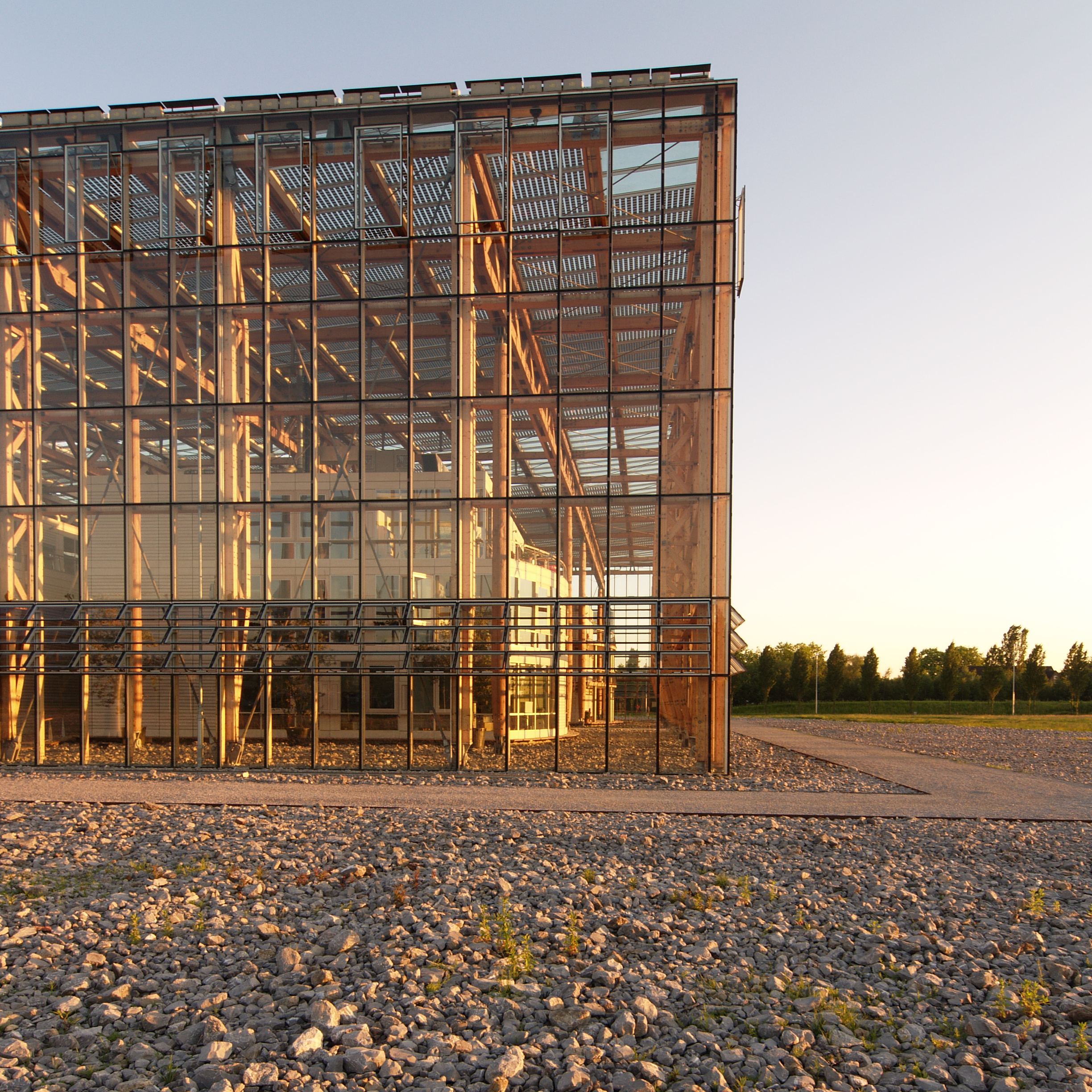
Akademie: Konstruktion aus Holz und Glas
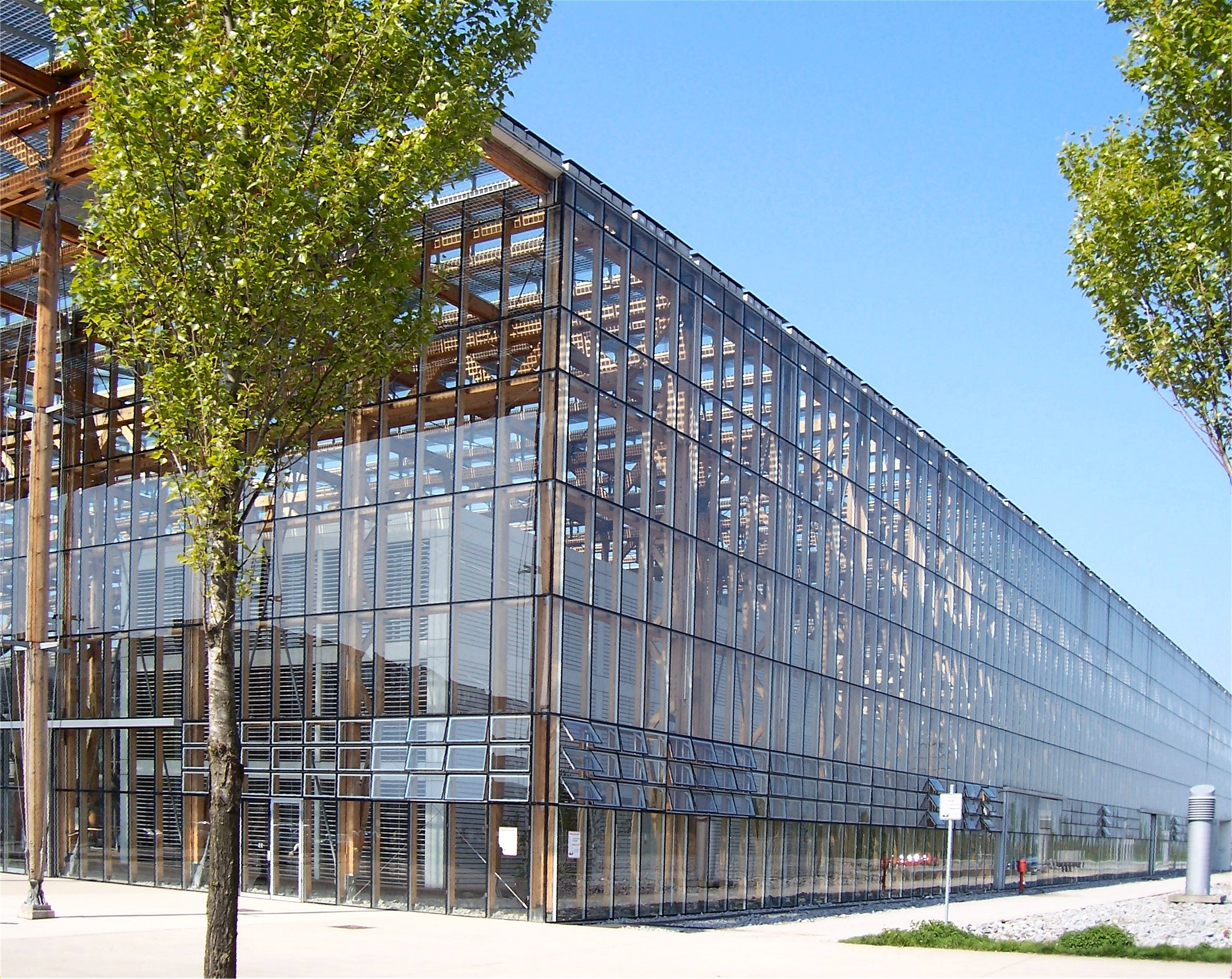
Unter dem Glasdach in einem mediterranen Klima befinden sich diverse öffentliche Einrichtungen wie eine Bibliothek, Bürgersaal und ein Cafe
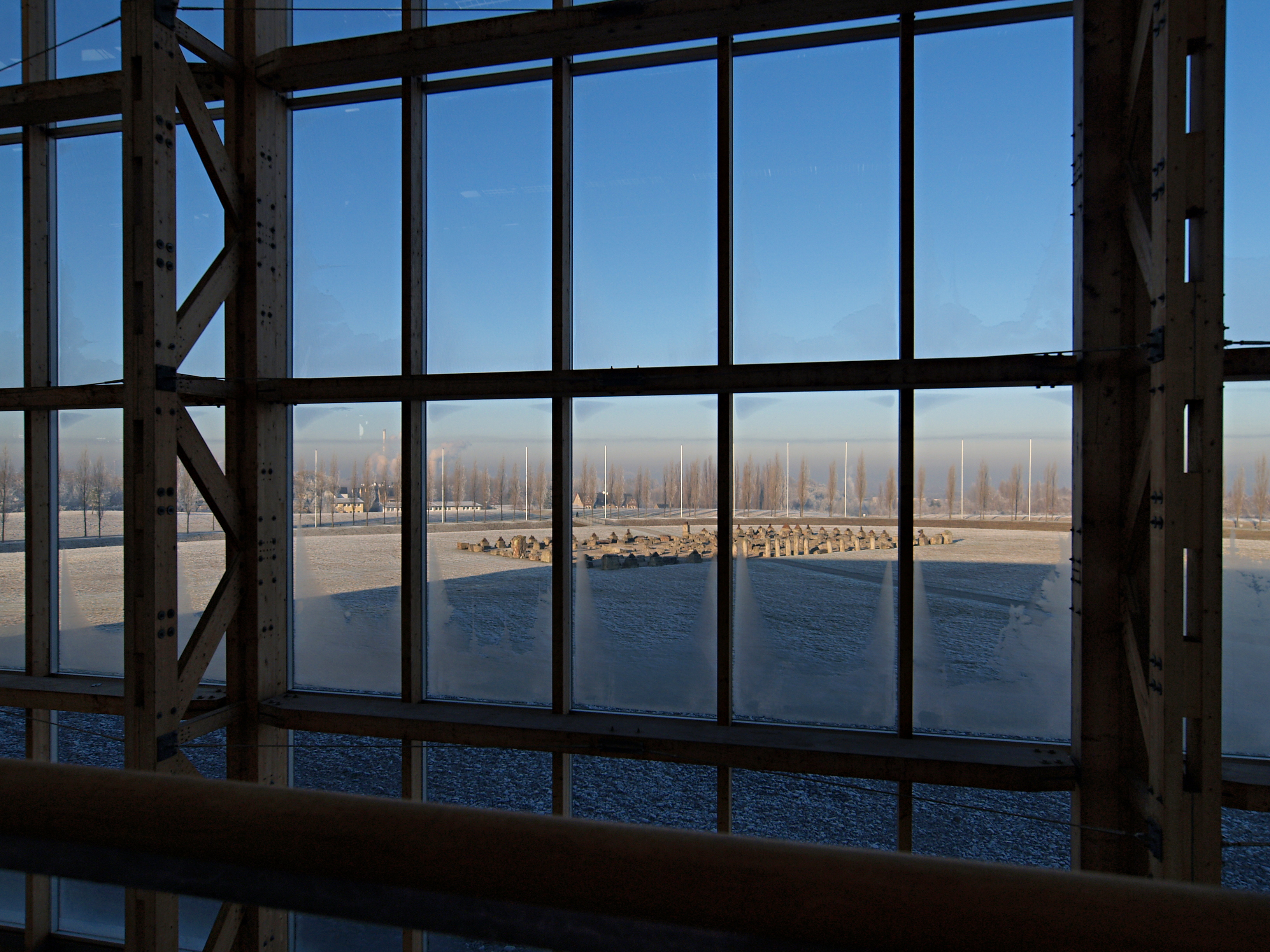
Stelenfeld von Herman Prigann nördlich des Gebäudes
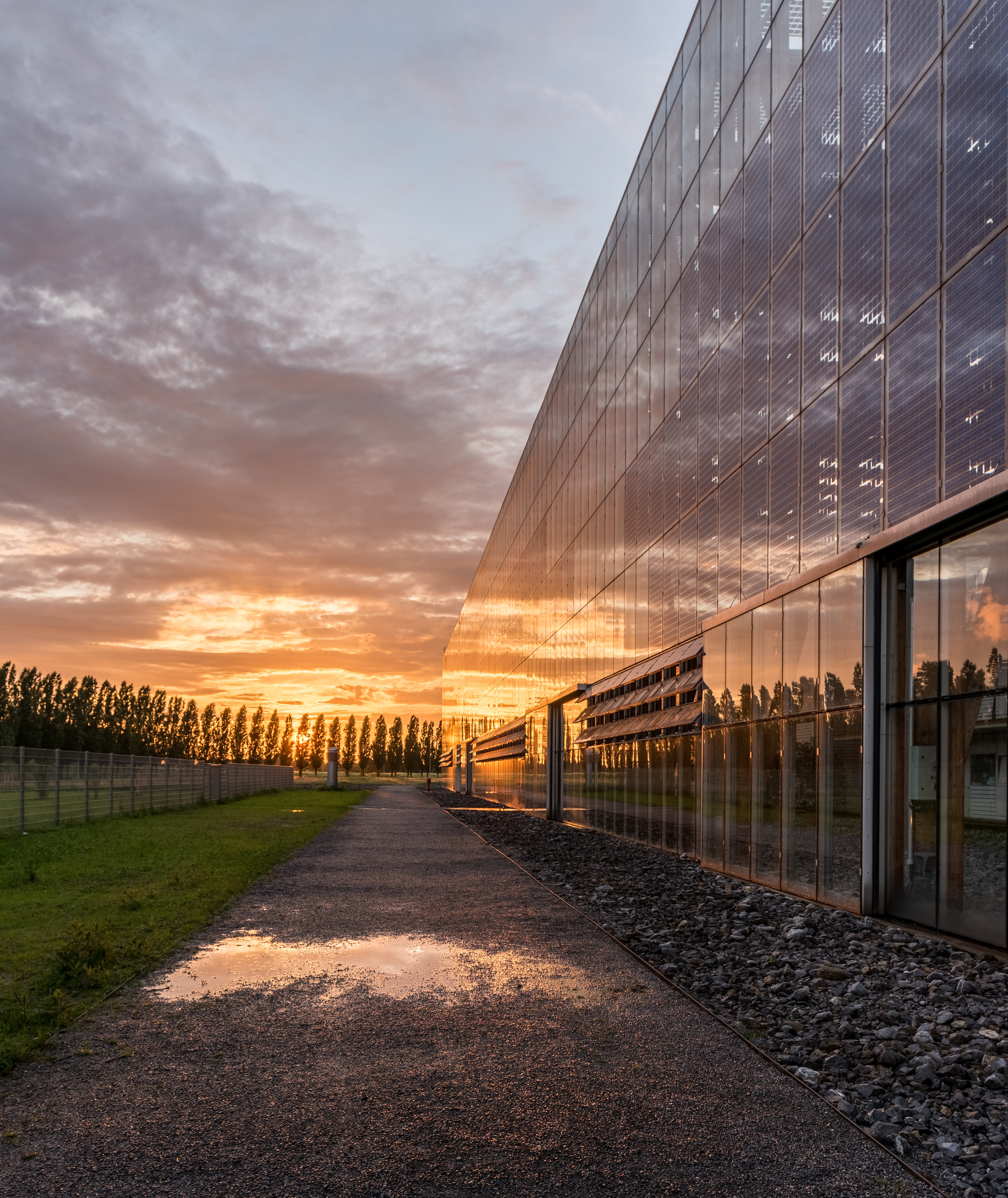
Sonnenuntergang mit Reflexionen an der Glasfassade an der Süd-West-Front
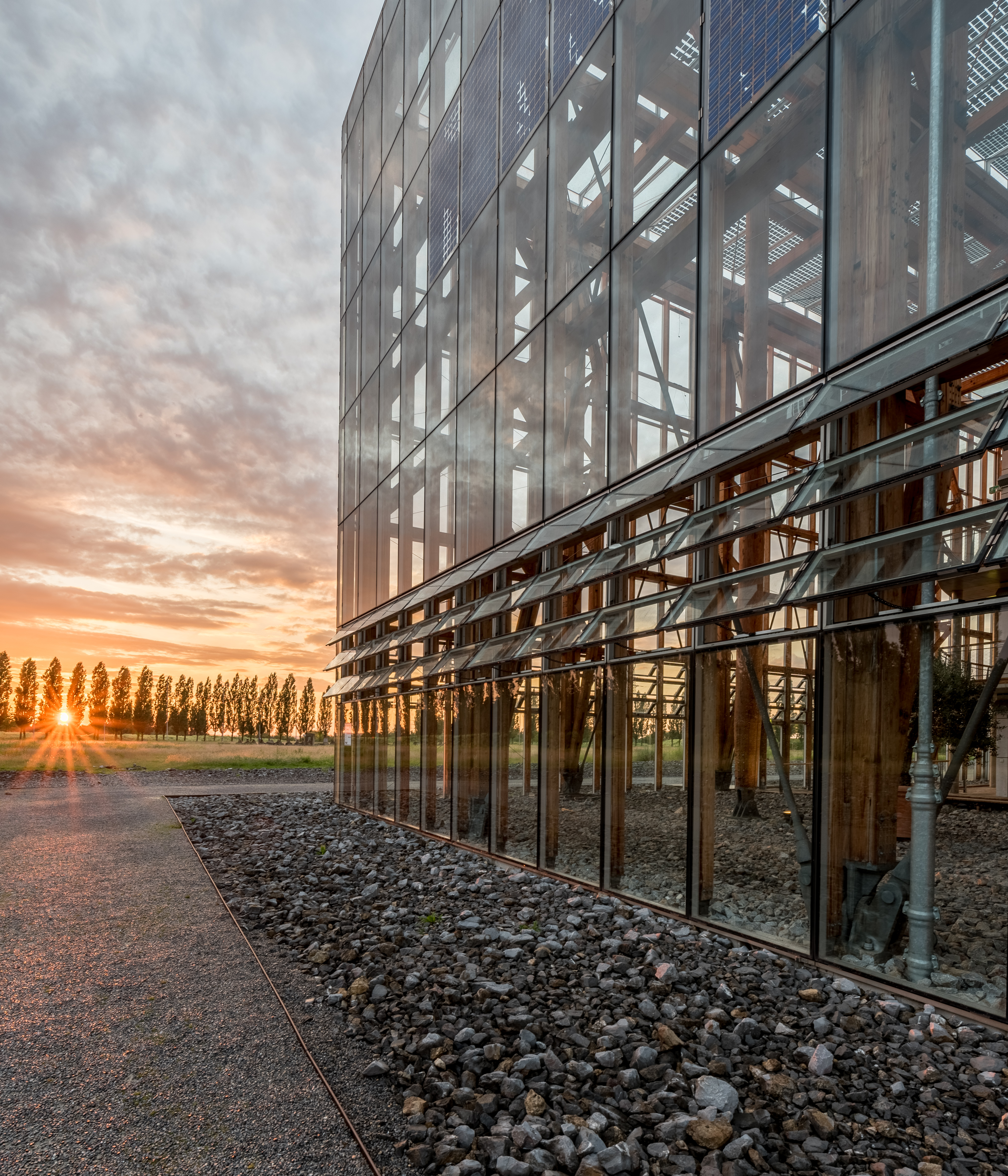
Innen und Außen setzen sich nahtlos fort und sind nur durch Glas voneinander getrennt

### ÖPNV-Anbindung
| Linie | Verlauf | Takt (Mo–Fr)                                                               |
| ----- | --- | -------------------------------------------------------------------------- |
| 311   | Herne Zechenring – Horsthausen – Herne Bf – Herne Mitte – Archäologie-Museum/Kreuzkirche – Am Stadtgarten – Akademie Mont-Cenis – Börnig – (Schadenburgstr./Börnig Bf – Teutoburgia) / Realschule Sodingen – Holthausen – Castrop Münsterplatz                                                | 30 min (Horsth.–Herne Bf) 10 min (Herne Bf–Holth.) 20 min (Holth.–Castrop) |
| 321   | Herne Mitte – Herne Bf – Horsthausen – Zechenring – Börnig – Akademie Mont-Cenis – Sodingen – Herne-Tierpark Gysenberg – Siedlung Constantin – Bochum-Gerthe Mitte – Schwerinstr. | 30 min (Herne Mitte–Constantin) 60 min (Constantin–Gerthe)                 |
| 324   | Castrop Münsterplatz – Holthausen Süd (Friedhof) – Sodingen Mitte – Akademie Mont-Cenis – Gysenbergpark/LAGO – Ostbachtal – Archäologie-Museum/Kreuzkirche – Herne Mitte – Herne Bf Fahrten ab Herne Mitte montags bis freitags als Linie 321 und samstags als Linie 351 in Richtung Herne Bf | 30 min                                                                     |
| NE31  | NachtExpress: Herne Bf → Herne Mitte → Archäologie-Museum/Kreuzkirche → Sodingen → Akademie Mont-Cenis → Holthausen → Börnig → Horsthausen Süd → Herne Bf Fährt in den Nächten Freitag/Samstag, Samstag/Sonntag, vor Feiertagen und nach besonderer Ankündigung                               | 60 min                                                                     |